# Lijst van oorlogsmonumenten in Groningen (gemeente)
In de Nederlandse gemeente Groningen bevinden zich minstens 40 oorlogsmonumenten. Hieronder een overzicht.
| Nr.                             | Object                                      | Herdachte groep                                                                                        | Ontwerper                        | Onthulling        | Type               | Locatie                                         | Plaats             | Coördinaten                   | Foto                                   |
| ------------------------------- | ------------------------------------------- | --- | -------------------------------- | ----------------- | ------------------ | ----------------------------------------------- | ------------------ | ----------------------------- | -------------------------------------- |
| 39                              | Bevrijdingsbos                              | algemeen, geallieerde militairen                                                                       |                                  | 5 mei 1995        | overig             | Stadsweg                                        | Noorddijk          | 53° 14' 34" NB, 6° 38' 3" OL  | Bevrijdingsbos                         |
| 49                              | Indië-monument                              | militairen in dienst van het Nederlands Koninkrijk na 1945                                             | Anne Hilderink Peter de Kan      | 11 juni 2002      | overig             | Selwerderhof, Iepenlaan 204                     | Groningen          | 53° 14' 16" NB, 6° 33' 16" OL | Indië-monument                         |
| 505                             | Verzetsmonument                             | verzet Nederland                                                                                       | H.J. van Wissen                  |                   | gedenkmuur         | R.K. Kerkhof, Hereweg 89                        | Groningen          | 53° 12' 16" NB, 6° 34' 29" OL | Verzetsmonument                        |
| 850                             | Monument Slachtoffers Meistaking 1943       | burgerslachtoffers, verzet Nederland                                                                   | Paul Engberts                    | 3 mei 2004        | gedenksteen        | Hoge Hereweg                                    | Glimmen            | 53° 8' 12" NB, 6° 38' 22" OL  | Monument Slachtoffers Meistaking 1943  |
| 1540                            | Monument aan de Vijverweide                 | burgerslachtoffers, verzet Nederland                                                                   | Theo Verlaan                     | 4 mei 1970        | zuil               | Vijverweide 3, 9791 EA                          | Ten Boer           | 53° 16' 26" NB, 6° 41' 34" OL | Monument aan de Vijverweide            |
| 1588                            | Grafmonument op de Algemene Begraafplaats   | geallieerde militairen                                                                                 |                                  |                   | begraafplaats/graf | Algemene Begraafplaats, Kerkstraat 176          | Hoogkerk           | 53° 13' 28" NB, 6° 30' 1" OL  |                                        |
| 1589                            | Oorlogsmonument Esserveld                   | burgerslachtoffers, vervolgden Nederland, verzet Nederland                                             | Willem Valk                      | 4 mei 1948        | beeld/sculptuur    | Esserveld, Esserweg 22                          | Groningen          | 53° 11' 22" NB, 6° 35' 29" OL | Meer afbeeldingen                      |
| 1592                            | Monument aan de Boeiersingel                | militairen in dienst van het Nederlands Koninkrijk 1940-1945, burgerslachtoffers, vervolgden Nederland | J.F. Meerholz                    |                   | zuil               | Boeiersingel                                    | Hoogkerk           | 53° 12' 58" NB, 6° 30' 16" OL | Monument aan de Boeiersingel           |
| 1593                            | Joods monument                              | vervolgden Nederland                                                                                   | Edu Waskowsky                    |                   | beeld/sculptuur    | Sterrebos, Hereweg                              | Groningen          | 53° 11' 41" NB, 6° 34' 56" OL | Meer afbeeldingen                      |
| 1594                            | Monument voor Fred Butterworth              | geallieerde militairen                                                                                 |                                  |                   | plaquette          | Paterswoldseweg 188                             | Groningen          | 53° 12' 24" NB, 6° 33' 30" OL | Monument voor Fred Butterworth         |
| 1595                            | Monument voor Hendrik Boxma                 | verzet Nederland                                                                                       |                                  |                   | begraafplaats/graf | Selwerderhof, Iepenlaan 204                     | Groningen          | 53° 14' 16" NB, 6° 33' 16" OL | Meer afbeeldingen                      |
| 1596                            | Gedenkplaten in de Naberpassage             | verzet Nederland                                                                                       |                                  |                   | plaquette          | Stadhuis Groningen                              | Groningen          |                               |                                        |
| 1597                            | Bevrijdingsplaquette                        | geallieerde militairen                                                                                 | Willem Valk                      |                   | plaquette          | Stadhuis, Grote Markt                           | Groningen          | 53° 13' 8" NB, 6° 34' 1" OL   | Bevrijdingsplaquette                   |
| 1599                            | Monument op de Joodse begraafplaats         | vervolgden Nederland                                                                                   | Willem Valk                      |                   | beeld/sculptuur    | Joodse begraafplaats, Iepenlaan 93              | Groningen          | 53° 14' 14" NB, 6° 33' 16" OL | Monument op de Joodse begraafplaats    |
| 1600                            | Sint-Joris en de draak                      | algemeen, allen                                                                                        | Oswald Wenckebach                | 23 maart 1959     | beeld/sculptuur    | Martinikerkhof                                  | Groningen          | 53° 13' 13" NB, 6° 34' 7" OL  | Meer afbeeldingen                      |
| 2231                            | Monument voor Anda Kerkhoven                | verzet Nederland                                                                                       |                                  | 3 mei 2003        | gedenksteen        | Oosterbroekweg                                  | Haren              | 53° 8' 37" NB, 6° 37' 9" OL   | Monument voor Anda Kerkhoven           |
| 2232                            | Gedenkramen in het Academiegebouw           | verzet Nederland                                                                                       | Johan Dijkstra                   |                   | glas-in-lood       | Academiegebouw, Broerstraat 5                   | Groningen          | 53° 13' 9" NB, 6° 33' 47" OL  | Gedenkramen in het Academiegebouw      |
| 2233                            | Gedenkplaquettes in het Academiegebouw      | burgerslachtoffers, verzet Nederland                                                                   |                                  | 22 september 1948 | plaquette          | Academiegebouw, Broerstraat 5                   | Groningen          | 53° 13' 9" NB, 6° 33' 47" OL  | Gedenkplaquettes in het Academiegebouw |
| 2316                            | Plaquette in het Hoofdstation               | burgerslachtoffers, vervolgden Nederland                                                               | H.G.J. Schelling H.J. Winkelman  |                   | plaquette          | Hoofdstation, Stationsplein 2                   | Groningen          | 53° 12' 54" NB, 6° 34' 4" OL  | Plaquette in het Hoofdstation          |
| 2717                            | Monument in de rechtbank                    | algemeen                                                                                               |                                  |                   | plaquette          | Rechtbank, Guyotplein 1                         | Groningen          | 53° 13' 19" NB, 6° 33' 42" OL |                                        |
| 2718                            | Monument in het voormalige hoofdpostkantoor | burgerslachtoffers, vervolgden Nederland                                                               |                                  |                   | plaquette          | Vm. Hoofdpostkantoor Munnekeholm 1              | Groningen          | 53° 12' 56" NB, 6° 33' 42" OL |                                        |
| 2719                            | Monument in de voormalige H.T.S.            | burgerslachtoffers                                                                                     |                                  |                   | plaquette          | Vm. H.T.S. Petrus Driessenstraat 3              | Groningen          | 53° 14' 25" NB, 6° 31' 55" OL |                                        |
| 2720                            | Monument in de PABO                         | burgerslachtoffers, vervolgden Nederland                                                               | Thees Meesters                   |                   | plaquette          | PABO, Zernikeplein                              | Groningen          | 53° 14' 27" NB, 6° 32' 2" OL  |                                        |
| 2721                            | Gedenksteen bij de N.H. Kerk                | burgerslachtoffers, vervolgden Nederland                                                               |                                  |                   | gedenksteen        | Rijksstraatweg                                  | Haren              | 53° 10' 8" NB, 6° 36' 28" OL  | Gedenksteen bij de N.H. Kerk           |
| 2872                            | Plaquette op het rangeerterrein Onnen (1)   | burgerslachtoffers                                                                                     | H.G.J. Schelling, H.J. Winkelman | 25 maart 1948     | plaquette          |                                                 | Onnen              | 53° 9' 24" NB, 6° 38' 30" OL  |                                        |
| 3033                            | Werkmanmonument                             | burgerslachtoffers                                                                                     | Armando                          |                   | beeld/sculptuur    | Heresingel, hoek Verlengde Oosterstraat         | Groningen          | 53° 12' 50" NB, 6° 34' 17" OL | Werkmanmonument                        |
| 3054                            | Plaquette op het rangeerterrein Onnen (2)   | burgerslachtoffers                                                                                     | H.G.J. Schelling, H.J. Winkelman | 25 maart 1948     | plaquette          |                                                 | Onnen              | 53° 9' 24" NB, 6° 38' 30" OL  |                                        |
| 3156                            | Plaquette in het gebouw van AOC Terra       | burgerslachtoffers, vervolgden Nederland                                                               |                                  | 17 oktober 1947   | plaquette          | AOC Terra, Hereweg 99                           | Groningen          | 53° 12' 12" NB, 6° 34' 31" OL |                                        |
| 3157                            | Monument in de W.A. Scholtenstraat          | vervolgden Nederland, burgerslachtoffers                                                               |                                  |                   | plaquette          | W.A. Scholtenstraat 10                          | Groningen          | 53° 13' 22" NB, 6° 34' 10" OL | Monument in de W.A. Scholtenstraat     |
| 3158                            | Monument van voetbalclub G.R.C.             | burgerslachtoffers, vervolgden Nederland                                                               |                                  |                   | plaquette          | GRC, Laan Corpus den Hoorn                      | Groningen          | 53° 11' 39" NB, 6° 33' 14" OL |                                        |
| 3591                            | Monument voor Johannes Swint                | verzet Nederland                                                                                       | Willem Valk                      | 1945              | reliëf             | Resedastraat 2a, Oosterparkwijk                 | Groningen          | 53° 13' 26" NB, 6° 35' 21" OL |                                        |
| 3740                            | Portaal                                     | vervolgden Nederland                                                                                   | Gert Sennema                     | 1997              | beeld/sculptuur    | Folkingestraat 67                               | Groningen          | 53° 12' 54" NB, 6° 33' 56" OL | Portaal                                |
| 3741                            | Ook hier                                    | vervolgden Nederland                                                                                   | Peter de Kan                     | 1997              | gedenkmuur         | Folkingestraat 9                                | Groningen          | 53° 12' 59" NB, 6° 33' 52" OL | Ook hier                               |
| 3917                            | Twee Bruggen                                | geallieerde militairen                                                                                 | Peter de Kan                     | 16 april 2016     | overig             | Oostersluis                                     | Groningen          | 53° 13' 29" NB, 6° 35' 36" OL |                                        |
| 4038                            | Gedenkteken Ben Ali Libi                    | vervolgden Nederland                                                                                   |                                  | 1 september 2017  | overig             | hoek Zuiderdiep en Ruiterstraat                 | Groningen          | 52° 39' 34" NB, 5° 30' 9" OL  |                                        |
| 4105                            | Gedenkteken aan de Blekenweg                | | Dirk Munk                        | 4 mei 2018        | plaquette          | Blekenweg 10-12                                 | Haren              | 53° 9' 58" NB, 6° 37' 33" OL  |                                        |
|                                 | Gedenkplaat voor J.G. Böcker                | |                                  |                   | plaquette          | Pastorie Sint-Franciscuskerk, Zaagmuldersweg 65 | Groningen          | 53° 13' 42" NB, 6° 34' 39" OL | Gedenkplaat voor J.G. Böcker           |
|                                 | Plaquette Tom McCormick                     | geallieerde militairen                                                                                 |                                  |                   | plaquette          | Parkbrug                                        | Groningen          |                               | Plaquette Tom McCormick                |
|                                 | Monument Crash Avro Lancaster Dorkwerd      | bemanning Lancaster MK3 DX-J NE127                                                                     |                                  |                   | overig             | Hoek Helwerd en Joeswerd                        | Groningen          |                               | Monument Crash Avro Lancaster Dorkwerd |
|                                 | Gedenksteen gevallen politiemensen          | slachtoffers                                                                                           | Rinus Meijer                     | 1948              | plaquette          | Rademarkt (hal politiebureau)                   | Groningen          |                               | Gedenksteen gevallen politiemensen     |
| Dit oorlogsmonument op Wikidata | Verzetsmonument Zuiderbegraafplaats         | verzet Nederland                                                                                       | Henk Bakker                      |                   | gedenksteen        |                                                 | Groningen          |                               | Verzetsmonument Zuiderbegraafplaats    |
|                                 | Stolpersteine                               | vervolgden Nederland                                                                                   | Gunter Demnig                    |                   | plaquette          |                                                 | Groningen en Haren |                               | Meer afbeeldingen                      |

Eemsdelta ·
Groningen ·
Het Hogeland ·
Midden-Groningen ·
Oldambt ·
Pekela ·
Stadskanaal ·
Veendam ·
Westerkwartier ·
Westerwolde